# Microsoft Windows 2000
Windows 2000 er et styresystem til brug på klient- og servercomputere. Det er udviklet af Microsoft, og kom på markedet 17. februar 2000 som afløseren for Windows NT 4.0. Windows 2000 blev erstattet af Windows XP (oktober 2001) og Windows Server 2003 (april 2003). Under udviklingen var Windows 2000 kendt som Windows NT 5.0.
Windows 2000 blev udgivet i fire udgaver: Professional, Server, Advanced Server og Datacenter Server. Selvom de forskellige udgaver var beregnet til forskellige formål havde de et fælles sæt af funktioner, herunder mange systemværktøjer såsom Microsoft Management Console og standard systemadministrations værktøjer.
Alle versioner af styresystemet understøtter NTFS 3.0, Encrypting File System, og grundlæggende og dynamiske diske. Windows 2000 Server-versionerne har yderligere funktioner, såsom muligheden for Active Directory og Distributed File System.
Microsoft markedsførte Windows 2000 som den mest sikre Windows version nogensinde da den kom på markedet; til trods for det blev styresystemet genstand for en række virusangreb såsom Code Red og Nimda. 10 år efter sin udgivelse modtog styresystemet stadig sikkerhedsopdateringer næsten månedligt.
Windows 2000 med Service Pack 4 overgik til forlænget support 30. juni 2006. Den forlængede supportperiode udløb 13. juli 2010, hvilket vil sige at Microsoft ikke længere understøtter styresystemet eller udsender opdateringer til det.

## Ekstern henvisning
- Windows 2000 officiel produktside (engelsk)

| Software | Spire Denne artikel om software og programmering er en spire som bør udbygges. Du er velkommen til at hjælpe Wikipedia ved at udvide den. |